# Metopina crinita
Metopina crinita är en tvåvingeart som beskrevs av Borgmeier 1959. Metopina crinita ingår i släktet Metopina och familjen puckelflugor. Inga underarter finns listade i Catalogue of Life.